# عش قابل للأكل
العش القابل للأكل هو طبق صيني يتكون من عش مصنوع من اللعاب ويتم حصاده للاستهلاك البشري، وقد استخدمت الأعشاش في الطبخ الصيني لأكثر من 400 سنة; حيث يعتقد الصينيون أنه يمنح صحة جيدة، وخاصة للبشرة.أعشاش الطيور الصالحة للأكل هي من أغلى المنتجات الحيوانية التي يستهلكها البشر، بمتوسط حوالي 2500 دولار أمريكي للكيلوغرام الواحد في آسيا، ويعتمد السعر على نوع الطائر ونظامه الغذائي.

## القيود المفروضة على الاستيراد
لأن عش الطيور هو من المنتجات الحيوانية; يخضع لقيود الاستيراد الصارمة في بعض البلدان، لا سيما فيما يتعلق بإنفلونزا الطيور.استيراد أعشاش الطيور في أستراليا ممنوع منعًا باتًا.